# Homosexualität in Griechenland

Griechenland

Die Homosexualität wird in Griechenland respektiert und gleichgeschlechtliche Ehen sind möglich. Dennoch gilt Griechenland in Bezug auf LGBT-Themen als gesellschaftlich sich nur langsam liberalisierendes südosteuropäisches Land.

## Legalität
Die einvernehmlich unter erwachsenen Männern gelebte Homosexualität wurde in Griechenland 1951 legalisiert, ist also straffrei.
Das Schutzalter für homosexuellen Verkehr war bis 2015 dem des heterosexuellen nicht gleichgestellt (Artikel 347 des Strafgesetzbuches) und lag bei 17 Jahren, während es für heterosexuelle Kontakte 15 Jahre betrug. Am 23. Dezember 2015 beschloss das griechische Parlament die Angleichung des Schutzalters auf 15 Jahre sowie die Abschaffung der obigen strafrechtlichen Einschränkungen.

## Antidiskriminierungsgesetze
Seit 2005 besteht ein Antidiskriminierungsgesetz, das eine Diskriminierung aufgrund sexueller Orientierung in den Bereichen Beschäftigung, Bildung, Eigentum, Gesundheitswesen, sowie Zugang zu Waren und Dienstleistungen verbietet. Das Gesetz war die Umsetzung der Antidiskriminierungsvorschriften der Europäischen Union.
2004 versuchte der Griechische Nationale Rundfunkrat eine LGBT-Radiosendung zu beenden.

## Anerkennung gleichgeschlechtlicher Partnerschaften und Ehe
Im November 2013 wurde Griechenland vom Europäischen Gerichtshof verurteilt, weil die in Griechenland bestehende eingetragene Partnerschaft nur für heterosexuelle Paare ausgestaltet war. Nach zwei gescheiterten Versuchen im November 2013 und im September 2014 beschloss das griechische Parlament im Dezember 2015 die Einführung eingetragener Lebenspartnerschaften für Homosexuelle.
Die Rechte und Pflichten bei Fragen der Steuer und Absicherung waren dabei denen in der Ehe weitestgehend gleich; einen gemeinsamen Nachnamen anzunehmen war jedoch nicht möglich. Die Adoption durch eingetragene Lebenspartner war ebenfalls nicht möglich, allerdings konnten in Griechenland Einzelpersonen Kinder adoptieren.
[veraltet] Hingegen dürften homosexuelle Paare, welche in einer eingetragenen Partnerschaft leben, Pflegekinder bei sich aufnehmen.
2024 beschloss das Parlament mit großer Mehrheit gleichgeschlechtliche Ehen zu ermöglichen, was die Möglichkeit zur Adoption beinhaltet. Griechenland ist somit das erste und bisher einzige orthodox geprägte Land, in dem die Eheschließung für homosexuelle Paare möglich ist.

## Gesellschaftliche Situation

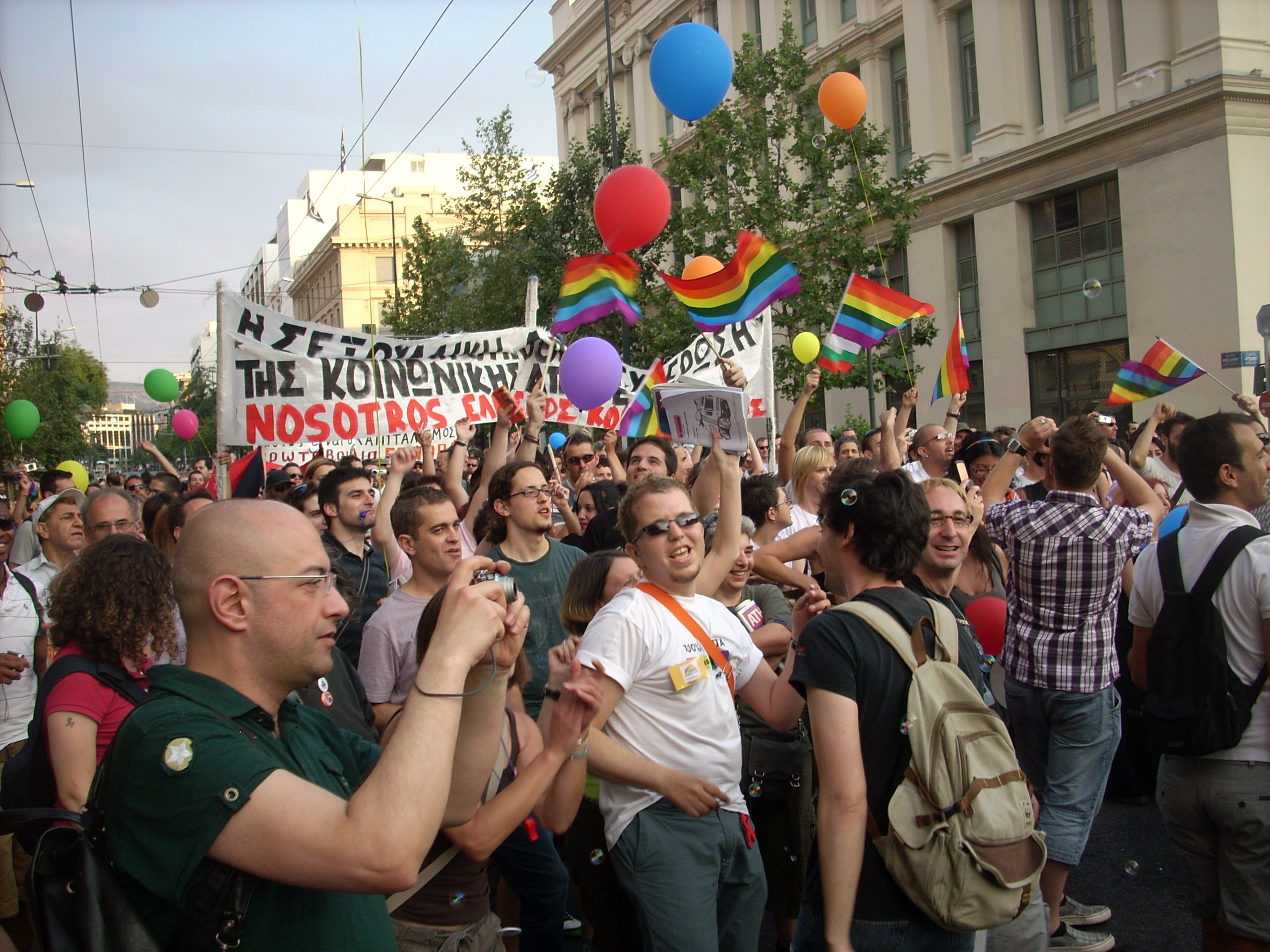
Athen Gay Pride 2008

Während in der griechischen Antike die Homosexualität akzeptiert, in Sparta sogar bewundert und gefördert wurde, ist im christlich-orthodox geprägten modernen Staat die Haltung der Gesellschaft zurückhaltender. Insbesondere ist ein Stadt-Land-Gefälle in Griechenland zu beobachten. Eine gesellschaftliche Liberalisierung macht sich erst langsam bemerkbar. Eine LGBT-Community findet sich vorrangig in der Hauptstadt Athen (Stadtviertel Gazi) und in Thessaloniki. Die Inseln Mykonos und Lesbos (Eresos) gelten als Reiseziele homosexueller Menschen, wo sich eine LGBT-Community in den Sommermonaten findet. Ein CSD (Athens Pride) findet jährlich in Athen statt. Seit 2012 findet auch eine jährliche Pride in Griechenlands zweitgrößter Stadt Thessaloniki statt. Der Bürgermeister von Thessaloniki Giannis Boutaris galt während seiner Amtszeit als öffentlicher Unterstützer dieser Pride. Weitere Gay Prides finden seit 2014 in Griechenlands drittgrößter Stadt Patras und seit 2015 auf der Insel Kreta statt. Eine Umfrage aus dem Jahre 2023 ergab, dass 48 Prozent der Griechen die Öffnung der Ehe für gleichgeschlechtliche Paare befürworten.